# Ricardo Mello
Ricardo Mello (ur. 21 grudnia 1980 w Campinas) – brazylijski tenisista, reprezentant w Pucharze Davisa.

## Kariera tenisowa
W gronie profesjonalistów od 1999 roku. Dnia 11 września 2013 roku, po przegranym meczu 1 rundy w São Paulo z Martínem Alundem, Mello zakończył karierę tenisową.
Występując jako zawodowiec wygrał turniej rangi ATP World Tour w grze pojedynczej w Delrey Beach w roku 2004. W finale pokonał będącego wówczas na 24. miejscu na świecie Vinca Spadeę 7:6(2), 6:3.
W latach 2005–2007 i 2010–2011 reprezentował Brazylię w Pucharze Davisa. Rozegrał przez ten okres 15 meczów (wszystkie w singlu), z których 8 wygrał.
Najwyżej w rankingu ATP singlistów był na 50. miejscu (25 czerwca 2005), a rankingu deblistów na 118. pozycji (11 czerwca 2005).

### Finały w turniejach ATP World Tour
| Legenda                                      |
| -------------------------------------------- |
| Wielki Szlem                                 |
| Igrzyska olimpijskie                         |
| Tennis Masters Cup / ATP Finals              |
| ATP Masters Series / ATP Tour Masters 1000   |
| ATP International Series Gold / ATP Tour 500 |
| ATP International Series / ATP Tour 250      |

#### Gra pojedyncza (1–0)
| Końcowy wynik | Nr | Data             | Turniej      | Nawierzchnia | Przeciwnik   | Wynik finału |
| ------------- | -- | ---------------- | ------------ | ------------ | ------------ | ------------ |
| Zwycięzca     | 1. | 13 września 2004 | Delray Beach | Twarda       | Vince Spadea | 7:6(2), 6:3  |

### Starty wielkoszlemowe (gra pojedyncza)
| Turniej          | 2004  | 2005  | 2006  | 2007  | 2008  | 2009  | 2010  | 2011  | 2012  | Wygrane turnieje | Bilans w turnieju |
| ---------------- | ----- | ----- | ----- | ----- | ----- | ----- | ----- | ----- | ----- | ---------------- | ----------------- |
| Australian Open  | 1R    | 2R    | –     | –     | –     | –     | 1R    | 1R    | 2R    | 0 / 5            | 2–5               |
| French Open      | 1R    | 1R    | –     | –     | –     | –     | 1R    | 1R    | –     | 0 / 4            | 0–4               |
| Wimbledon        | –     | 1R    | –     | –     | –     | –     | 1R    | 2R    | –     | 0 / 3            | 1–3               |
| US Open          | 3R    | 2R    | –     | –     | –     | –     | 2R    | 1R    | 1R    | 0 / 5            | 4–5               |
| Wygrane turnieje | 0 / 3 | 0 / 4 | 0 / 0 | 0 / 0 | 0 / 0 | 0 / 0 | 0 / 4 | 0 / 4 | 0 / 2 | 0 / 17           | N/A               |
| Bilans spotkań   | 2–3   | 2–4   | 0–0   | 0–0   | 0–0   | 0–0   | 1–4   | 1–4   | 1–2   | N/A              | 7–17              |